# Municipio de Amherst (Minnesota)
El municipio de Amherst (en inglés: Amherst Township) es un municipio ubicado en el condado de Fillmore en el estado estadounidense de Minnesota. En el año 2010 tenía una población de 378 habitantes y una densidad poblacional de 4,07 personas por km².

## Geografía
El municipio de Amherst se encuentra ubicado en las coordenadas 43°37′50″N 91°54′36″O / 43.63056, -91.91000. Según la Oficina del Censo de los Estados Unidos, el municipio tiene una superficie total de 92.88 km², de la cual 92,88 km² corresponden a tierra firme y (0 %) 0 km² es agua.

## Demografía
Según el censo de 2010, había 378 personas residiendo en el municipio de Amherst. La densidad de población era de 4,07 hab./km². De los 378 habitantes, el municipio de Amherst estaba compuesto por el 98,41 % blancos, el 0,26 % eran afroamericanos y el 1,32 % eran de una mezcla de razas. Del total de la población el 0 % eran hispanos o latinos de cualquier raza.